# Жемчужников, Александр Михайлович
Алекса́ндр Миха́йлович Жемчу́жников (13 [25] июня 1826, Павловка, Орловская губерния — 30 апреля [12 мая] 1896, Лоберж, Витебская губерния) — русский писатель

, поэт. Один из создателей Козьмы Пруткова.

## Биография
Родился в семье сенатора Михаила Николаевича Жемчужникова.
По Высочайшему повелению, девяти лет он отдан был в Александровский корпус (1835), оттуда перешёл в 1-й кадетский корпус (1838), но, не окончив там курса, подготовился дома и поступил на юридический факультет Петербургского университета.
Выпущенный из университета со степенью кандидата (1850), начал службу при оренбургском генерал-губернаторе графе В. А. Перовском, при котором и состоял до 1862 года, в 1862—1864 на службе в Пензе.
С 18 октября 1866 по 1870 служил вице-губернатором в Пензенской губернии, в 1870—1874 — псковским вице-губернатором, где получил чин действительного статского советника. Являлся помощником председателя губернского статистического комитета, членом комитета Псковской публичной библиотеки, а также помощником председателя Археологической комиссии (основана в 1872 году), которая приняла на себя «как разработку местных исторических памятников, так и заботы по устройству, собиранию и хранению древностей».
Умер 30 апреля 1896 года в своём витебском имении Лоберж.

## Творчество
В 1853 году, на страницах «Современника», им были напечатаны «Басни», которые послужили поводом к появлению в том же журнале «Досугов Козьмы Пруткова»: под таким названием, как известно, помещались остроумные стихотворения и метко выраженные заметки или афоризмы, вышедшие из-под пера Александра Жемчужникова, его братьев Алексея и Владимира Михайловичей, а также их двоюродного брата, известного поэта, графа А. К. Толстого.
Первую басню Пруткова «Незабудки и запятки» А. М. Жемчужников придумал «для шутки». Творческие искания А. М. Жемчужникова во многом сделали самого Пруткова.
Является автором первых басен Козьмы Пруткова. Ему также принадлежат «Азбука для детей», «При поднятии гвоздя близ каретного сарая», «Любовь и Силин», «С того света», «Простуда», «Я встал однажды рано утром…», «Сестру задев случайно шпорой…», «Некоторые материалы для биографии К. П. Пруткова», «Выдержки из моего дневника в деревне („На горе под березкой лежу…“ и „Желтеет лист на деревах…“)». Ряд публикаций под именем Пруткова осуществил без согласия других авторов.